# El arte de no casarse
El arte de no casarse es una película cómica española estrenada el 8 de junio de 1966, dirigida por Jorge Feliu y José María Font y protagonizada en los papeles principales por Concha Velasco y Alfredo Landa.
Se trata de una comedia formada por cuatro episodios independientes, todos protagonizados por Alfredo Landa, que exaltan la soltería del hombre, quien escapa de los intentos de las mujeres por cazarle.
Es una precuela de una película del mismo año, El arte de casarse, que repetía estructura, directores y protagonistas (Concha Velasco acompañando a Alfredo Landa), pero que planteaba la situación desde el punto de vista contrario: realzar las tretas de las mujeres para conseguir un marido.

## Sinopsis
Cuatro ejemplos de hombres solteros que viven para conquistar a las mujeres pero que maquinan tretas para huir de los planes de boda que ellas trazan. El primero es Alfonso, un licenciado en Derecho que regresa a su pueblo natal donde es perseguido por todas las señoritas casaderas que quieren cazarle; el segundo, Alfredo, es un marqués que tiene una terrible pesadilla la noche antes de su boda; Benito es un ligón que aprovecha la casa de su tía para llevar a su última conquista, sin contar que su tía no está muy bien de salud, y, por último, Pascual, un soldado que está haciendo el servicio militar y tiene tres novias a las que ha prometido matrimonio después de licenciarse. 

## Reparto
- Concha Velasco como Lolita - criada / Novia del marqués / Trini - criada / Lucía - criada novia de Pascual
- Alfredo Landa como Alfonso de la Peña y Peña, abogado (1) / Alfredo, marqués (2) / Benito López (3) / Pascual, soldado (4)
- Antonio Vico como Marqués padre (2)
- Laly Soldevila como Patro, novia de Pascual (4)
- Margot Cottens como Madre de Alfonsito (1)
- Matilde Muñoz Sampedro como Srta. Bienvenida (1)
- María Isbert como	Fingida esposa de Pascual (4)
- José Franco como Sacerdote (1)
- Irán Eory como Mari Carmen (1)